# زیرجان (گناباد)
زیرجان (گناباد)، روستایی از توابع بخش کاخک شهرستان گناباد در استان خراسان رضوی ایران است.
روستای زیرجان در فاصله ٣۶ کیلومتری جنوب غربی گناباد ، همچون نگینی سر سبز در دل ارتفاعات سیاه کوه واقع گردیده است. این روستا متشکل از دوازده پارچه آبادی و مزرعه هایی نظیر گدار سلام ، کلاته ملا ، تقویی ، زوبیمر ، گور علی مقری ، دندارنج ،  دهنه دره ، سینو و… است که با مناظر و جاذبه های طبیعی کوهستانی ، مقصد گردشگران ، کوه نوردان و دوستداران طبیعت  است . 
مهمترین ناهمواری این منطقه ، ارتفاعات سیاه کوه با قله ای بنام تیر ماهی با ارتفاع ٢۵۵٧ متر است . زیرجان با چهره‌ای کوهستانی ، درفصل تابستان از آب و هوای بسیار مطبوعی برخوردار است . ازجمله هنر های دستی و بومی زیرجان سبد بافی( لحجه محلی شیب چینی) است که هنوز هم در فصل زمستان کم و بیش به این حرفه مشغول می باشند . 
کشاورزی و دامداری ،  شغل اصلی مردم زحمتکش در این روستا است . به علت ناهمواری منطقه اکثریت مردم به مرور زمان به زانو درد مبتلا می‌شوند .

## جمعیت
این روستا در دهستان زیبد قرار دارد و براساس سرشماری مرکز آمار ایران در سال ۱۳۸۵، جمعیت آن ۲۲۰ نفر (۷۶خانوار) بوده‌است.